# Enzo Barbaresco
Enzo Barbaresco (Trentin-Haut-Adige, 1937. április 24. –) olasz nemzetközi labdarúgó-játékvezető. Polgári foglalkozása pénzügyi tervező. Más források szerint Vincenzo Barbaresco.

## Pályafutása

### Nemzeti játékvezetés
A játékvezetői vizsgát 1954-ben tette le, 1967-ben lett a legfelső szintű labdarúgó-bajnokság játékvezetője. Az aktív nemzeti játékvezetéstől 1984-ben vonult vissza. Serie B mérkőzéseinek száma: 250. Serie A mérkőzéseinek száma: 164.

#### Nemzeti kupamérkőzések
Vezetett Kupa-döntők száma: 1.

##### Olasz Kupa
Az olasz JB elismerve szakmai felkészültségét, megbízta a döntő mérkőzés koordinálásával.
| Időpont         | Helyszín                  | Mérkőzés típusa | Mérkőzés         | Eredmény |
| --------------- | ------------------------- | --------------- | ---------------- | -------- |
| 1979. június 6. | San Paolo Stadion, Nápoly | döntő           | Juventus–Palermo | 2 : 1    |

### Nemzetközi játékvezetés
Az Olasz labdarúgó-szövetség Játékvezető Bizottsága (JB) terjesztette fel nemzetközi játékvezetőnek, a Nemzetközi Labdarúgó-szövetség (FIFA) 1978-tól tartotta nyilván bírói keretében. Több nemzetek közötti válogatott és klubmérkőzést vezetett vagy partbíróként szolgált. Az olasz nemzetközi játékvezetők rangsorában, a világbajnokság-Európa-bajnokság sorrendjében többedmagával a 31. helyet foglalja el 3 találkozó szolgálatával. Az aktív nemzetközi játékvezetéstől 1984-ben, az olimpiát követően búcsúzott. Nemzetközi mérkőzéseinek száma: 80.

#### Világbajnokság
A világbajnoki döntőhöz vezető úton Spanyolországba a XII., az 1982-es labdarúgó-világbajnokságra a FIFA JB bíróként alkalmazta.

##### 1982-es labdarúgó-világbajnokság

###### Selejtező mérkőzés
| Időpont            | Helyszín                       | Mérkőzés típusa           | Mérkőzés          | Eredmény | Nézők száma |
| ------------------ | ------------------------------ | ------------------------- | ----------------- | -------- | ----------- |
| 1980. december 17. | Luz Stadion, Lisszabon         | előselejtező (6. csoport) | Portugália–Izrael | 3 : 0    | 55 000      |
| 1981. október 10.  | Augusztus 23 Stadion, Bukarest | előselejtező (4. csoport) | Románia–Svájc     | 1 : 2    | 55 000      |

#### Európa-bajnokság

##### U21-es labdarúgó-Európa-bajnokság
A 2., az 1982-es U21-es labdarúgó-Európa-bajnokságnak nem volt házigazdája, a tornán az UEFA JB hivatalnokként foglalkoztatta.
| Időpont            | Mérkőzés típusa           | Mérkőzés      | Eredmény |
| ------------------ | ------------------------- | ------------- | -------- |
| 1981. november 21. | előselejtező (1. csoport) | NSZK–Bulgária | 4 : 1    |

---
Az európai-labdarúgó torna döntőjéhez vezető úton Olaszországba a VI., az 1980-as labdarúgó-Európa-bajnokságra és Franciaországba a VII., az 1984-es labdarúgó-Európa-bajnokságra az UEFA JB játékvezetőként, majd partbírókéntőként foglalkoztatta. 1980-ban az UEFA JB Alberto Michelotti honfitársának partbíróiként segített.

##### 1980-as labdarúgó-Európa-bajnokság

###### Selejtező mérkőzés
| Időpont           | Helyszín                      | Mérkőzés típusa           | Mérkőzés       | Eredmény | Nézők száma |
| ----------------- | ----------------------------- | ------------------------- | -------------- | -------- | ----------- |
| 1983. október 12. | Hampden Park Stadion, Glasgow | előselejtező (1. csoport) | Skócia–Belgium | 1 : 1    | 23 475      |

#### Olimpia
Az 1984. évi nyári olimpiai játékok labdarúgó tornájának végső szakaszán a FIFA JB bíróként foglalkoztatta. A tornán sérülést szenvedett, amely meggátolta további szerepeltetését.

##### 1984. évi nyári olimpiai játékok
| Időpont            | Helyszín                | Mérkőzés típusa              | Mérkőzés       | Eredmény | Nézők száma |
| ------------------ | ----------------------- | ---------------------------- | -------------- | -------- | ----------- |
| 1984. augusztus 3. | Harvard Stadion, Boston | csoportmérkőzés (B. csoport) | Kamerun–Kanada | 1 : 3    | 27 621      |

## Sportvezetőként
Az aktív pályafutását befejezve az olasz JB kötelékében 1998-ig játékvezető ellenőreként  tevékenykedett.

## Sikerei, díjai
1979-ben az olasz JB Giovanni Mauro díjjal ismerte el felkészültségét.